# Kemira
Kemira — финская компания химической промышленности, основанная в 1920 году. Головной офис находится в Хельсинки. Kemira стала ведущим производителем химикатов для древесной массы и бумагоделательных машин после приобретения аналогичных предприятий у Lanxess.

## Продукция
Kemira в основном производит химические вещества для бумажной и целлюлозной промышленности, для очистки сточных вод, а также для нефтяной и горнодобывающей промышленности. Kemira присутствует в 40 странах мира. В Финляндии заводы расположены в Оулу, Вааса, Пори, Састамала, Йоутсено, Куусанкоски, Харьявалта, Сиилинъярви и Коккола. Штаб-квартира Kemira находится в районе Руохолахти в Хельсинки и исследовательском центре в Эспоо.

## Владельцы
Главные владельцы компании на 31.12.2018 это:
| Акционеры           | %      |
| ------------------- | ------ |
| Oras Invest         | 18,2 % |
| Solidium Oy (фин.)  | 16,7 % |
| Varma (англ.)       | 3,43 % |
| Ilmarinen Oy (фин.) | 2,07 % |
| Kemira Oyj          | 1,82 % |
| Nordea              | 1,27 % |